# Aganocrossus vejdovskyi
Aganocrossus vejdovskyi är en skalbaggsart som beskrevs av Vladimir Balthasar 1945. Aganocrossus vejdovskyi ingår i släktet Aganocrossus och familjen Aphodiidae. Inga underarter finns listade i Catalogue of Life.